# Adolphe Touffait
Adolphe Touffait, né le 29 mars 1907 à Rennes et mort le 12 mars 1990 à Nanterre, est un footballeur professionnel et un magistrat français.

## Biographie
Son poste de prédilection est milieu de terrain. Il ne compte qu'une sélection en équipe de France de football, France-Italie en amical (1-2) le 10 avril 1932 à Colombes.
Devenu juge en 1933, il choisit ensuite d'évoluer sur les terrains sous le pseudonyme de Delourme, le nom de jeune fille de sa mère.
Sa carrière de footballeur terminée, il se concentre sur sa profession de magistrat. Il est notamment procureur de la République de la Seine de 1958 à 1961, premier président de la cour d'appel de Paris de 1962 à 1968, procureur général près la Cour de cassation de 1968 à 1976. Il est notamment l'avocat général lors de l'affaire Jacques Vabre, qui permet au juge judiciaire d'effectuer un contrôle de conventionnalité d'une loi adoptée postérieurement à un traité. Il est ensuite juge à la Cour de justice des Communautés européennes de 1976 à 1982.

## Clubs successifs
- Stade rennais